# André Gelpke

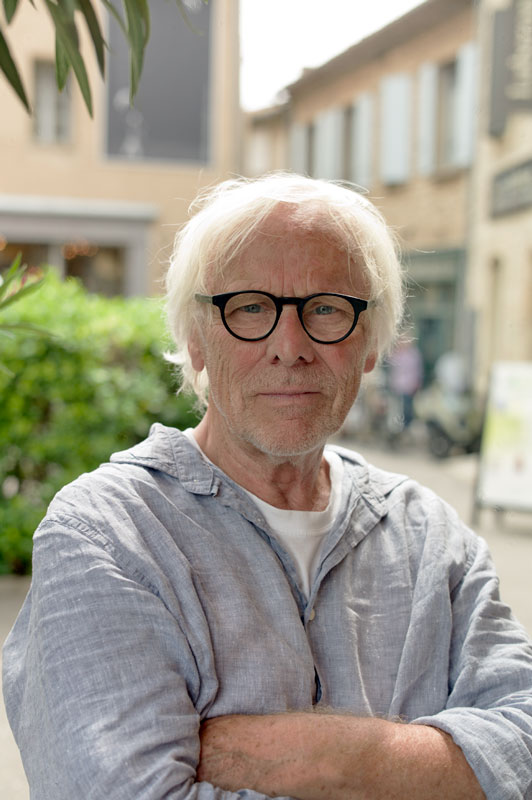
André Gelpke, 2019

André Gelpke (* 15. März 1947 in Beienrode) ist ein deutsch-schweizer Fotograf und Dozent. Er gilt als einer der maßgeblichen Autorenfotografen in Europa. In den 1970er Jahren war André Gelpke zusammen mit Heinrich Riebesehl und Michael Schmidt einer der Wegbereiter des Mediums Fotografie als Kunst in Deutschland.

## Leben
André Gelpke begann früh eine Maurerlehre mit dem Berufswunsch Architekt. Nach der Lehre absolvierte er eine zwei Jahre dauernde Tagesschule mit dem Abschluss eines Fachabiturs, machte 1966/67 ein Praktikum bei einem Werbefotografen und unternahm 1967 eine ausgedehnte Reise durch den Orient, Ägypten und den Sudan. Im Juni des gleichen Jahres geriet er in Beirut und später in Syrien in die Wirren des Sechstagekriegs zwischen Israel und den arabischen Staaten. Vollkommen mittellos und schwer erkrankt konnte er sich unter Mithilfe eines Arztes in die Türkei retten. Nach seinem Militärdienst 1968 studierte er von 1969 bis 1975 an der Folkwangschule in Essen unter Otto Steinert. Seine Diplomarbeit beschäftigt sich mit den damals sinnsuchenden Hippiereisen per VW-Bus nach Afghanistan, Indien und Nepal.
1975 gründete Gelpke in Essen die Bildagentur Visum zusammen mit seinen ehemaligen Studienkollegen Rudi Meisel und Gerd Ludwig. 1979 trat er aus der Agentur aus wegen seiner Ansicht in einem Konflikt zwischen der kommerziellen Fotografie und seinen Bemühungen „künstlerische“ Autorenfotografie zu betreiben. Er verdiente seine Unterhalt danach durch Ausstellungen und internationale Workshops sowie ausgedehnte Weltreisen. Von 1980 bis 1990 lebte er in Düsseldorf. 1987/88 hatte er eine Gastdozentur an der Fachhochschule Dortmund und an der Hochschule für Gestaltung in Zürich. 1990 ging er in die Schweiz, nachdem 1989 die Berufung nach Zürich erfolgte, wo er bis 2012 als Professor des Studienbereichs Fotografie an der Zürcher Hochschule der Künste lehrte. Von 2006 bis 2008 hatte er einen zusätzlichen Lehrauftrag bei der Zeppelin University in Friedrichshafen inne.
André Gelpke lebt mit seiner Familie in Zürich und Grattino (Ligurien) in Italien.

## Einzelausstellungen (Auswahl)
- 1974 Galerie Lichttropfen, Aachen, Deutschland
- 1975 Galerie spectrum, Hannover, Deutschland
- 1977 Stedeliik Museum, Amsterdam, Holland
- 1979 Galerie Paule Pia, Antwerpen, Belgien
- 1980 Sander Gallery, Washington D.C., USA

Work Gallery, Zürich, Schweiz
Folkwangmuseum, Fotogalerie, Essen, Deutschland
- 1981 Fotomuseum/Stadtmuseum, München, Deutschland

Galerie Foto Art,  Frankfurt,  Deutschland
1982	Galerie Forum Stadtpark, Graz,  Oesterreich
Benteler Gallery, Houston,  USA
Werkstatt für Photographie,  Berlin,  Deutschland
- 1983 Galerie Rudi Renner, München, Deutschland

Galerie Rudolf Kicken, Köln, Deutschland
- 1984 Benteler Gallery, Houston, USA

Centre Georges Pompidou, Paris, Frankreich
- 1986 Museum für Photographie, Braunschweig, Deutschland

Forum Galerie, Tarragona, Spanien
Museu National, Coimbra, Portugal
Goethe-Institut, Porto, Portugal
- 1987 Fotogalleriet, Oslo, Norwegen

Goethe-Institut, Turin, Italien
1988 Fotofest Houston, Houston, USA
Fotoforum, Hamburg, Deutschland
- 1989 Museum für Photographie, Braunschweig, Deutschland
- 1990 Sprengelmuseum,  Hannover,  Deutschland
- 1992 – 96 Ausstellung „Heim-Weh“, Ankauf und Organisation durch das Goethe-Institut München, verschiedenen Museen und Galerien, weltweit 36 Länder
- 2009 A.C. Kupper modern, Zürich, Schweiz
- 2015 Kicken Berlin, Deutschland

## Gruppenausstellungen (Auszug)
- 1975 Galerie Il Diaframma, Mailand, Italien

Landesbildstelle, Hamburg, Deutschland
- 1977 Recontres Internationales de la Photographie, Arles, Frankreich

Centre Georges Pompidou, Paris, Frankreich
Sander Gallery, Washington D.C., USA
- 1979 Venezia79, Venedig, Italien

Musée Fabre, Montpellier, Frankreich
„Essener Kunstszene“, Gruga, Essen, Deutschland
„Deutsche Fotografie nach 1945“, Kunstverein Kassel, Deutschland
Bibliothèque nationale, Paris, Frankreich
- 1980 „Vorstellung und Wirklichkeit“, (Wanderausstellung)

Städtisches Museum Leverkusen, Deutschland
Künstlerhaus Wien, Österreich
Palais des Beaux Arts, Brüssel, Belgien
Fundació Joan Miró, Barcelona, Spanien
Ufficio dell’Arge, Paris, Frankreich
Kunstmuseum Düsseldorf, Deutschland
„Das imaginäre Fotomuseum“, Kunsthalle Köln, Deutschland
- 1981 „New German Photography“, Photographic Gallery, Cardiff, GB

„Absage an das Einzelbild“, Folkwangmuseum Essen, Deutschland
„The womanshow“, Photographic Gallery, Cardiff, GB
- 1982 „Künstler verwenden Photographie – Heute“, Kunstverein Köln, Deutschland

Galerie Meier Hahn, Düsseldorf, Deutschland
„Place and Identity in European Photography“, Rimini, Italien
„Photographies en Allemagne 1920–1982“, Sixième festival photographique de Besançon, Frankreich
„Die Bundesrepublik – zeitgenössische deutsche Fotografen sehen ihr Land“, Kunstmuseum Hannover, Deutschland
Galerie Kicken, Köln, Deutschland
- 1983 „Fotografie in Deutschland – Heute“, Cultureel Centrum Hasselt, Belgien

Benteler Gallery, Houston, USA
- 1984 „Contemporary European Portraitures“, Nordlight, Arizona State Univ., USA

„Six Contemporary German Photographers“, Santa Fe Center for Photography New Mexico, USA
„Das grosse Bild – das kleine Bild“, Fotografie Forum Frankfurt, Deutschland
- 1985 Agrupacion Fotografica De Guadalajara, Spanien

„Suspended Animation Photography of Houston Architecture“, Houston, USA
- 1986 Foto Biennale, Enschede, Holland

„7 Tendencias en la Fotografia Contemporanea Europea“, Museo De Bellas Artes, Caracas, Venezuela
- 1987 Deutscher Künstlerbund, Kunsthalle Bremen, Deutschland

„Endlich so wie überall“, Ruhr Museum, Deutschland
- 1988 „Twentieth – Century Photography“, Museum of Fine Arts, Houston, USA

Musée d’Art Moderne de la Ville de Paris, Frankreich
- 1989 Circulo Bellas Artes, Madrid, Spanien

„Landscape“, Alden Biesen, Belgien
„Stipendium für Zeitgenössische Deutsche Fotografie“, Museum Folkwang, Essen, Deutschland
Gallery Art54, New York, USA
- 1990 „Otto Steinert und Schüler“, Museum Folkwang, Essen, Deutschland
- 1992 „Zustandsberichte – Deutsche Fotografie der fünfziger bis achtziger Jahre“, IfA Galerie Berlin, Deutschland
- 1993 „Antwerpen93“ Museum for Fotografie, Antwerpen, Belgien
- 1994 „8 Fotografen zum gleichen Thema“, Siemens Fotoprojekt, Städtische Galerie Nordhorn, Deutschland
- 1996 „Die Klasse“, Museum für Gestaltung, Zürich, Schweiz
- 2003 „Zeitgenössische Deutsche Fotografie“ (Wanderausstellung)

Museum Folkwang, Essen, Deutschland
Art Museum Arsenals, Riga, Lettland
Contemporary Art Center, Vilnius, Litauen
„Was ich von ihnen gesehen und was man mir von ihnen erzählt hatte“, Museum Folkwang, Essen, Deutschland
„face to face“ Meisterwerke der Fotografie aus der Sammlung DZ Bank, Galerie der Stadt Stuttgart, Deutschland
- 2006 26 anos. Encontros de fotografia, CAV, Coimbra, Portugal
- 2008 „dark side“ Fotomuseum Winterthur

„de lo humano“. Fotografia international 1950–2000, Museo Picasso Málaga, Málaga, Spanien
- 2009 „Nude Visions“ Stadtmuseum München – Fotografische Sammlung, München

Museum für Kunst und Gewerbe, Hamburg
Von der Heydt-Museum Wuppertal
- 2010 „Alles wieder anders“ Ruhr Museum, Essen
- 2011 „Zwischenlager“ – Ankäufe der Stadt Zürich/Helmhaus

„Von A bis Z“ Die Fotografische Sammlung des Ruhr Museums Essen
- 2012 „body language“ works from the Fotomuseum Winterthur Collection / centre culturelle suisse de Paris

„Traumwelten-in the court of the king of dreams“ Kunsthalle HGN Duderstadt
- 2013 “Kleiden – Verkleiden” Bilder aus der Fotografischen Sammlung. Museum Folkwang.

“Weltreise. Kunst aus Deutschland unterwegs.” Institut für Auslandsbeziehungen im ZKM Karlsruhe
- 2014 „1974... 40 YEARS. 40 PHOTOGRAPHS.“  Kicken Berlin
- 2015 „Über Wasser. Malerei und Photographie von William Turner bis Olafur Eliasson“ Bucerius Kunst Forum

„Das Dreieck der Liebe“ Helmhaus Zürich
„Allure“ Fotografien aus der Collection Susanne von Meiss. C/O Berlin
„Geschenkt.Gekauft.Gefunden“, Ankäufe und Schenkungen der letzten 10 Jahre. Stadtmuseum München
- 2016 „Private Exposure“ Me Collectors Room Berlin / Olbricht Foundation

„Das rebellische Bild“ Museum Folkwang, Essen
„Und plötzlich diese Weite“ Sprengel Museum Hannover
„Shenzhen International Photography Week“, Shenzen Art Museum, China
- 2018 „Land_Scope“ DZ Kunstsammlung im Münchner Stadtmuseum, München

„Fotografie in West-Deutschland 1945-2000“, Kunsthalle Erfurt
„Highlights“, Galerie Kicken, Berlin
„Shine on me-wir und die Sonne“, Deutsches Hygiene-Museum, Dresden
Wolfgang Schulz und die Fotoszene um 1980
- 2019 Museum für Kunst und Gewerbe, Hamburg und Museum für Fotografie, Hamburg

„Uniform“ Into the work / out of the work, Fondazione Mast, Bologna, Italien
- 2020 „Sichtweisen“, die neue Sammlung Fotografie Kunstpalast Düsseldorf, Düsseldorf

„Subjekt und Objekt. Foto Rhein Ruhr“ Kunsthalle Düsseldorf, Düsseldorf
„21.lettres.a.la.photographiegmx.de“, Folkwangmuseum, Essen

## Sammlungen (öffentliche)
- Stedelijk Museum, Amsterdam, Holland
- Museum Folkwang, Essen, Deutschland
- Bibliothèque Nationale, Paris, Frankreich
- Neue Sammlung, München, Deutschland
- Goethe-Institut, München, Deutschland
- Münchner Stadtmuseum, Fotomuseum, München, Deutschland
- Polaroid Collection, Amsterdam, Holland
- Museum für Kunst und Gewerbe, Hamburg, Deutschland
- Centre Georges Pompidou, Paris, Frankreich
- Museum of Fine Arts, Houston, USA
- Museum für Photographie, Braunschweig, Deutschland
- DG Bank, Frankfurt, Deutschland
- Fotomuseum Winterthur, Schweiz
- Niedersächsische Sparkassenstiftung, Hannover
- Olbricht Collection, Berlin
- FOMU – Fotomuseum Antwerpen

## Bücher
- „Sex-Theater“, Mahnert Lueg Verlag, München 1981
- „Fluchtgedanken“, Mahnert Lueg Verlag, München 1983
- „Der schiefe Turm von Pisa“, Museum für Photographie, Braunschweig 1986
- „Amok“  Verlag  Spectorbooks Leipzig und cpress Zürich, 2014, ISBN 978-3-944669-81-6.
- „Sex-Theater“ (erweiterte Neuauflage von 1981) Verlag Spectorbooks Leipzig und cpress Zürich, 2015

## Einzelkataloge
- „André Gelpke“, Spectrum Galerie, Hannover 1975
- „Karneval im Gürzenich“, Münchner Stadtmuseum, Fotomuseum, München 1981
- „Heim-Weh“, Institut für Auslandsbeziehungen, Berlin 1987
- „Kontamination“, Siemens Fotoprojekt, Siemens AG, München 1991

## Publikationen in Büchern
- „Vorstellungen und Wirklichkeit“, Wienand Verlag, Köln 1980
- „Neue Wege in der Fotografie“, Internationales Fotosymposium 1980, Schloss Mickeln, Mahnert Lueg Verlag, München
- „Das Deutsche Lichtbild“, Stuttgart, 1973/74/75/76/77/79
- „Die Geschichte der Fotografie im 20.Jahrhundert“, DuMont Buchverlag, Köln 1977
- „Les Cahiers de la Photographie“, Paris 1981
- „Lexikon der Fotografen“, S. Fischer Verlag, Frankfurt 1981
- „Dictionnaire des photographes“, Paris 1982
- „Fotografia Europea Conteporanea“, Milano 1983
- „Encyclopedie Internationale des Photographes 1883 – 1983“, Genf 1984
- „Glanz und Elend des Körpers“, Fribourg 1988
- „Die Autonomisierung der Fotografie“, Marburg 1987
- „BilderLust“, Edition Braus, Heidelberg 1991
- „Siemens Foto Projekt“, Ernst und Sohn, Berlin 1993
- „Photographie des 20. Jahrhunderts“, Museum Ludwig, Taschen Verlag-Köln 1996
- „Die Klasse“, Edition Museum für Gestaltung Zürich 1996
- „Das Versprechen der Fotografie“, Prestel Verlag, München
- „Inszenierung und Geltungsdrang“, Edition Museum für Gestaltung Zürich 1998

## Publikationen in Katalogen (Auszug)
- Galerie Lichttropfen, Gesamtkatalog, Aachen 1974
- Galerie Schürmann & Kicken, Gesamtkatalog, Aachen 1976
- „Aktion, Illustration, Feature – Beispiele bildjournalistischer Fotografie“, Museum Folkwang, Essen 1978
- „Essener Kunstszene“, Gruga, Essen 1979
- Sander Gallery, Gesamtkatalog, Washington D.C. 1979
- „Venezia79 – La Fotografia“, Venedig 1979
- „Photographs Europe No.1“, Benteler Galleries, Houston, Texas 1979
- „Deutsche Fotografie nach 1945“, Fotoforum Kassel 1979
- „Vorstellungen und Wirklichkeit“, Städtisches Museum Leverkusen 1980
- „Künstler verwenden Photographie – Heute“, Kunstverein Köln 1982
- „Portraits aus Nachkriegsdeutschland“, Goethe-Institut, München 1982
- „Photographies en Allemagne 1920–1982“, Sixième festival photographique, Besançon 1982
- „Die Bundesrepublik – zeitgenössische deutsche Photographen sehen ihr Land“, Kunstmuseum Hannover 1982
- „Die fotografische Sammlung“, Museum Folkwang, Essen 1989
- „Steinert und Schüler“, Museum Folkwang, Essen 1990
- „Antwerpen93“, Antwerpen 1993
- „Zeitgenössische Deutsche Fotografie“, Museum Folkwang, Essen 2003
- „Was ich von ihnen gesehen und was man mir von Ihnen erzählt hatte“ Museum Folkwang, Essen 2003
- „Weltreise, Kunst aus Deutschland unterwegs“, Zentrum für Kunst und Medientechnologie Karlsruhe 2013
- „Schöne neue BRD?“, Museum für Photographie, Braunschweig
- „Über Wasser“, Bucerius Kunst Forum, Hamburg 2015
- „Private Exposure“, Olbricht Collection, Berlin 2016
- „Werkstatt für Photographie 1976-1986“, Folkwang Museum Essen, C/O Berlin, Sprengel Museum Hannover